# Vladislav Chernobay
Vladislav Chernobay or Владислав Чернобай (sinh ngày 29 tháng 8 năm 1975) là một vận động viên chạy nước rút người Kyrgyzstan đã thi đấu ở cuộc thi chạy 100m nam tại Thế vận hội Mùa hè 1996. Anh ghi nhận thời gian 10,88 giây, không đủ điều kiện để tiến vào vòng tiếp theo sau vòng loại. Kỷ lục cá nhân của anh là 10,55 giây, được thiết lập vào năm 2002.